# Chrissi Poland
Chrissi Poland (ur. w Marshfield, stan Massachusetts) – amerykańska wokalistka, multiinstrumentalistka, kompozytorka i autorka tekstów. Preferuje występy na żywo. Znana ze współpracy z różnymi artystami (Scissor Sisters, Nile Rodgers, Macy Gray, Moby, Sting, The Edge, Dave Weckl, Kylie Minogue, Elvis Costello, Pat Benatar, Tower of Power, Blood, Sweat and Tears, Clint Black, Ari Hest i Sam Moore (były członek duetu Sam and Dave).
Absolwentka Berklee College of Music (2001). Dysponuje 4-oktawową skalą głosu.

## Życiorys
Chrissi Poland urodziła się i wychowała w południowej części stanu Massachusetts. Jej ojciec grał na perkusji oraz na gitarze we własnym zespole w szkole średniej. To po nim przyszła artystka odziedziczyła zamiłowanie do gry na tych instrumentach. Swoją pierwszą edukację muzyczną wiąże z zespołem The Beatles. Powołanie do śpiewania odkryła w sobie w wieku około 12 lat. Słuchała płyt ze zbioru rodziców. Jej kolejnymi pasjami muzycznymi były: Barbra Streisand, Bette Midler oraz Billy Joel. Słuchaj ac utworów tego ostatniego nauczyła się grać na fortepianie i komponować piosenki. Zaczęła grać w barach i klubach Bostonu. Później przeniosła się do Nowego Jorku, gdzie rozpoczęła działalność koncertową na undergroundowej scenie West Village. Koncertowała w takich miejscach: Le Poisson Rouge, Rockwood Music Hall, Canal Room, City Winery, The Living Room i Metropolitan Room. Szybko wyrobiła sobie nazwisko w Nowym Jorku, a po kilku latach zaczęła podróżować po świecie prezentując zarówno własne utwory jak i występując z innymi artystami. Jako wzięta wokalistka, multiinstrumentalistka i autorka tekstów współpracowała i występowała między innymi z: Scissor Sisters, Nile'em Rodgersem, Macy Gray, Mobym, Stingiem, The Edge'em, Dave'em Wecklem, Kylie Minogue, Elvisem Costello, Pat Benatar, Tower of Power, Blood, Sweat and Tears, Clintem Blackiem, Arim Hestem i Samem Moore’em (byłym członkiem duetu Sam and Dave).
Dysponuje 4-oktawową skalą głosu.
W wywiadzie udzielonym lokalnej prasie rodzinnego miasta stwierdziła, iż przedkłada występy na żywo nad pracę w studio. Występ na żywo ma jej zdaniem charakter spontaniczny, pochodzi z wnętrza w konkretnej chwili i zmienia się w zależności od słuchaczy. I choć pracę w studio uważa również za ekscytującą, to magia żywej chwili jest dla niej ważniejsza.

### Ważniejsze daty
- w 2001 roku ukończyła Berklee College of Music[6].
- od 2007 roku jest solistką zespołu akompaniującego najlepszym perkusistom świata w ramach cyklu Drum Fantasy Camp, który wówczas zapoczątkowano[5].
- w 2008 wystąpiła jako wokalistka na albumie Moby’ego Last Night[7].
- 13 maja 2010 roku zadebiutowała na rynku płytowym albumem Songs from the Concrete[7].
- w czerwcu 2010 roku rozpoczęła występy z zespołem Scissor Sisters w ramach trzymiesięcznego tournée po Stanach Zjednoczonych, Europie i Azji[7].

## Dyskografia

### Single
- 2006 – „I'll Think of You on Christmas”[8]

### Albumy
- 2010 – Songs from the Concrete
- 2013 – Reckless Ones
- 2015 – In A Night (jako Bluebirds Of Paradise[a])
- 2016 – Waking Hour